# سهیل بن عمرو
سهیل بن عمرو (به عربی: سهیل بن عمرو) معروف به ابویزید از بزرگان، سرشناسان و متفکران قوم قریش در صدر اسلام، و همچنین نماینده قریش در پیمان صلح حدیبیه بود. برجسته‌ترین ویژگی شخصیتی سهیل، فصاحت و بلاغت ذکر شده است.ایشان پس از چندی مسلمان شدند.

## درگذشت
او در در سال ۶۳۹ بر اثر طاعون، در روستایی در نزدیکی اورشلیم در فلسطین درگذشت.